# Solanum thelopodium
Solanum thelopodium är en potatisväxtart som beskrevs av Otto Sendtner. Solanum thelopodium ingår i släktet skattor som ingår i familjen potatisväxter. Inga underarter finns listade i Catalogue of Life.